# Haus Heisterberg

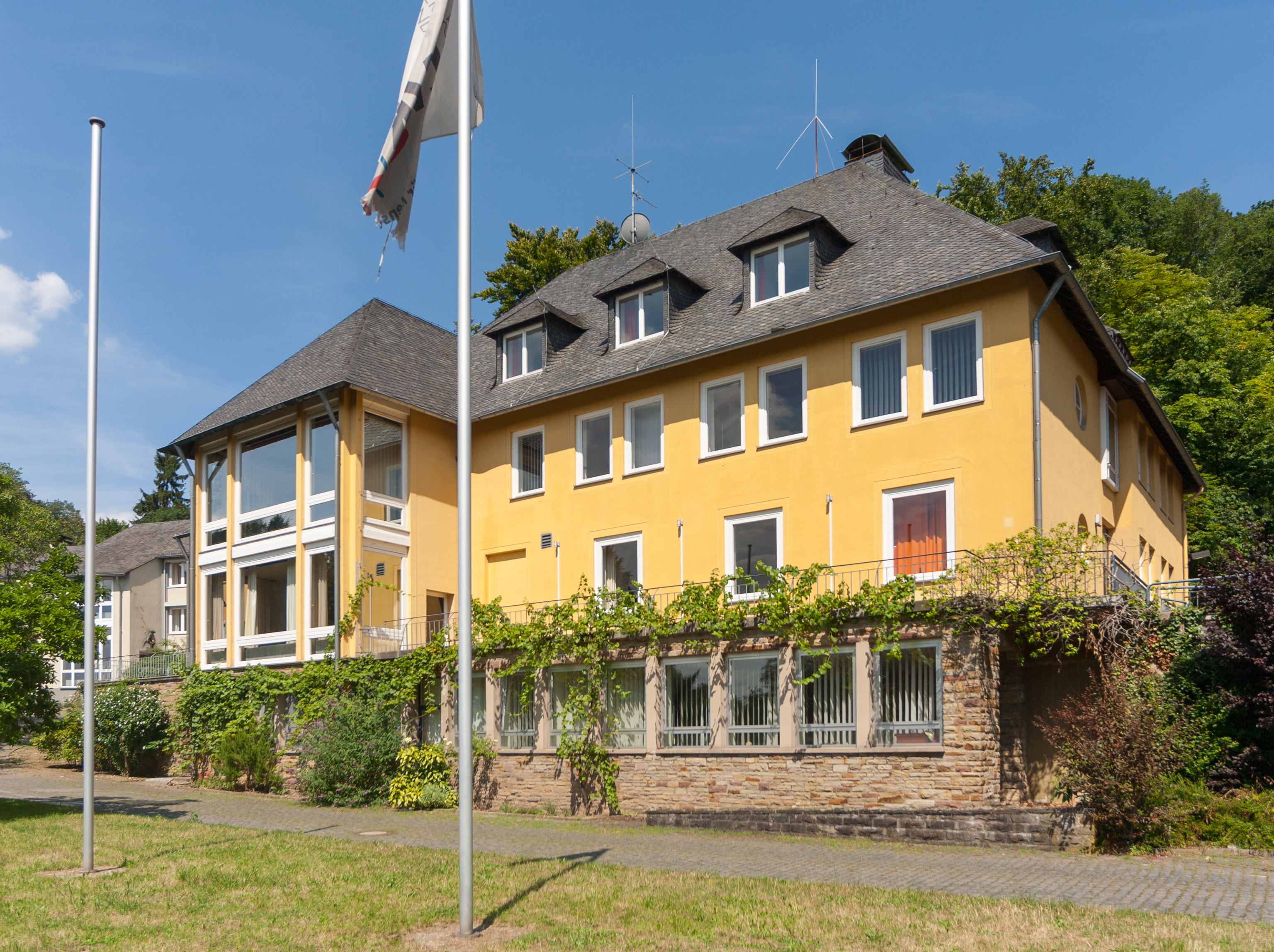
Haus Heisterberg, ehemaliges Hauptgebäude des Jugendhofs Rheinland (2013)

Das ehemalige Haus Heisterberg (früher Pfaffenröttchen) ist ein Gebäudeensemble bei Niederdollendorf, einem Ortsteil der Stadt Königswinter im nordrhein-westfälischen Rhein-Sieg-Kreis, mit denkmalgeschützten Bestandteilen aus dem 18. bis 20. Jahrhundert. Von 1953 bis 2004 wurde es unter dem Namen Jugendhof Rheinland als Tagungszentrum des Landschaftsverbands Rheinland geführt.
2017 wurde es in privater Trägerschaft als Hotel und Gästehaus wiedereröffnet.

## Lage
Das Ensemble von Haus Heisterberg befindet sich südöstlich von Niederdollendorf und südlich von Oberdollendorf auf gut 130 m ü. NHN am sogenannten Kellerberg, dem nordwestlichen Abschnitt des Petersbergs. Weit überwiegend auf der westlichen Seite des unterhalb gelegenen Einschnitts von Bundesstraße 42 und Siebengebirgsbahn erstreckt sich der Ortsteil Niederdollendorf, in dessen Gemarkung das Grundstück liegt. Es ist von ihm aus über eine etwa 700 m lange Zufahrtsstraße (Bergstraße) erreichbar, die auch an den Rebflächen des Kellerbergs vorbeiführt.

## Geschichte

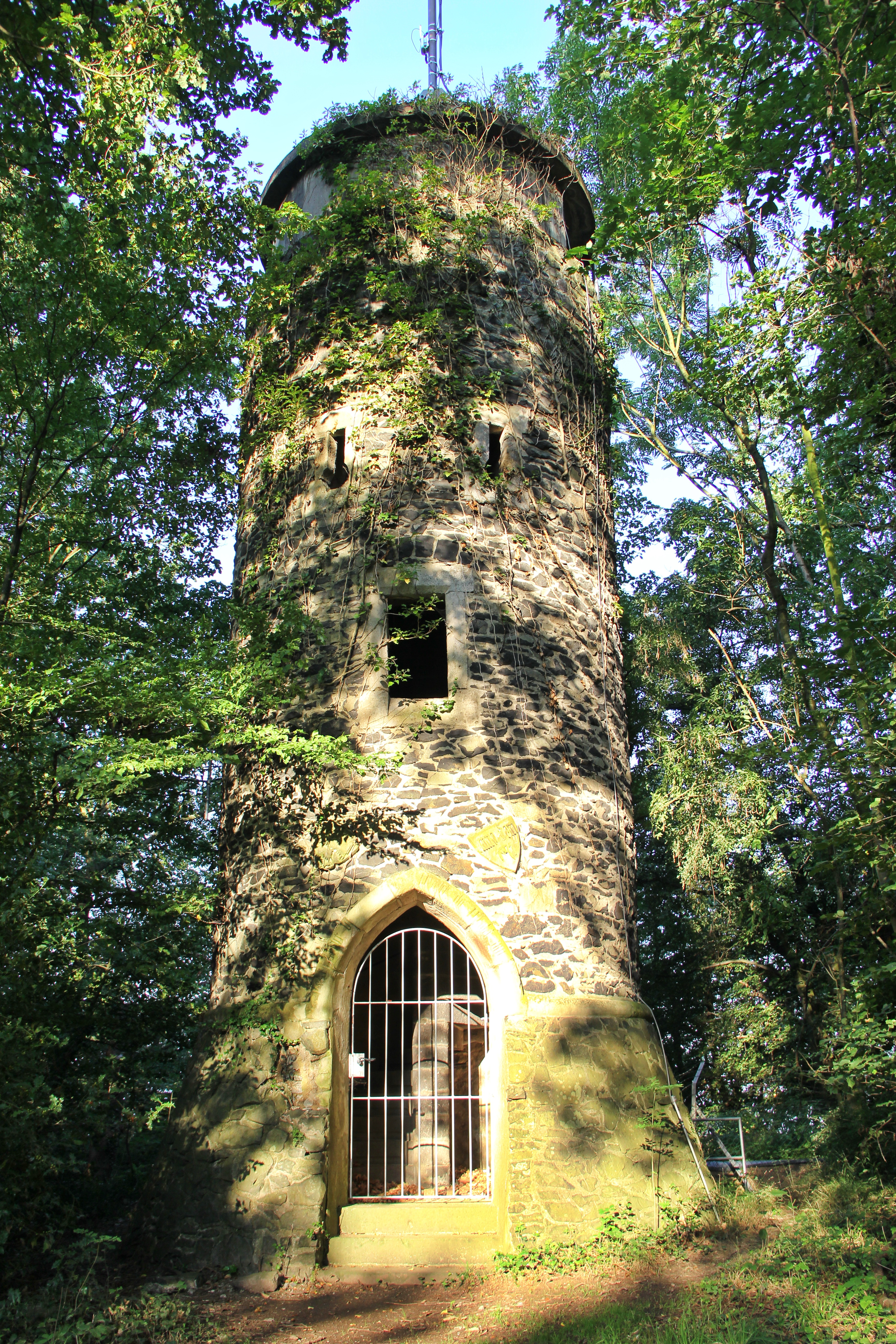
Aussichtsturm beim ehemaligen Haus Heisterberg

Das Haus Heisterberg geht auf ein Weingut des Klosters Heisterbach zurück, das als Pfaffenröttchen oder Schreihof bezeichnet wurde. Erstmals erwähnt wurde es 1329 als „Paffinroyt“ (=Rodung durch Pfaffen des Klosters Heisterbach) und umfasste damals eine Weinbaufläche von zwei Morgen. Ab 1447 war das Weingut von der Zehntpflicht, die zuvor gegenüber dem Stift Vilich bestand, befreit. Die Abtei Heisterbach musste aber laut einem Oberdollendorfer Weistum aus dem Jahre 1450 den dortigen Schützen jährlich ein halbes Ohm aus den Erträgen des Pfaffenrötchens abgeben, das außerdem in Niederdollendorf dem Pfarrer und den Schützen jährlich zur Abgabe von insgesamt vier Vierteln Wein verpflichtet war. Die Steuerfreiheit des Guts wurde 1661 durch den Richter des Amtes Löwenburg bestätigt. Bis zum Beginn des 19. Jahrhunderts gehörte es zur Honschaft, anschließend zur Gemeinde Niederdollendorf.
1803 fiel das Weingut mit der Aufhebung der Abtei Heisterbach durch die Säkularisation aufgrund des Reichsdeputationshauptschlusses in den Staatsbesitz des Herzogtums Berg. Damals gehörten zum Pfaffenröttchen ein Wohnhaus und ein Wirtschaftsgebäude mit 12 Morgen und 127 kölnischen Ruten, darunter über 6 Morgen Weinland, über 2 Morgen Ackerland und jeweils über ein Morgen „Baumgarten und Wiese“ sowie „Rambüsche“. 1823 wurde der Hof vom preußischen Staat an den Geheimrat Rehfues, damals Kurator der Bonner Universität, verkauft. Nachdem Rehfues hier auf seinem Landsitz im Jahre 1843 verstarb, bewohnte sein Sohn das Anwesen noch bis 1860. In dieser Zeit wurde im Pfaffenröttchen durch den Pächter des Weingutes auch eine Gaststätte betrieben, häufiger Gast der Familie Rehfues war der deutsche Schriftsteller Ernst Moritz Arndt.
1860 ging das Pfaffenröttchen in den Besitz des Wuppertaler Fabrikanten Albert H. Caron über. Er benannte es noch im selben Jahr in „Haus Heisterberg“ um und ließ es in den Jahren 1871 und 1872 nach Entwürfen der Hannoveraner Architekten Edwin Oppler und Ferdinand Schorbach zu einem schlossartigen Anwesen mit Herrenhaus ausbauen. Dabei entstanden auch ein Mausoleum, ein Rosengarten (Gartenarchitekt: Joseph Clemens Weyhe) und ein runder heute 10,5 Meter hoher Aussichtsturm. 1885 zählte der Wohnplatz Pfaffenrötchen der Gemeinde Niederdollendorf 13 Einwohner in einem Wohnhaus, 1905 war er als Heisterberg mit 14 Einwohnern in zwei Wohnhäusern verzeichnet. 1910 entstand in Verlängerung der damaligen von-Loé-Straße eine neue gewundene Zufahrtsstraße zum Haus Heisterberg (Heisterbergstraße). Anfang des 20. Jahrhunderts kam als Fachwerkkonstruktion ein Gartenpavillon hinzu, in den 1920er-Jahren erfolgten weitere An- und Umbauten. Seit 1919 war Haus Heisterberg im Besitz des Industriellen Ottmar Edwin Strauss, der die Weinanbaufläche vergrößern ließ.

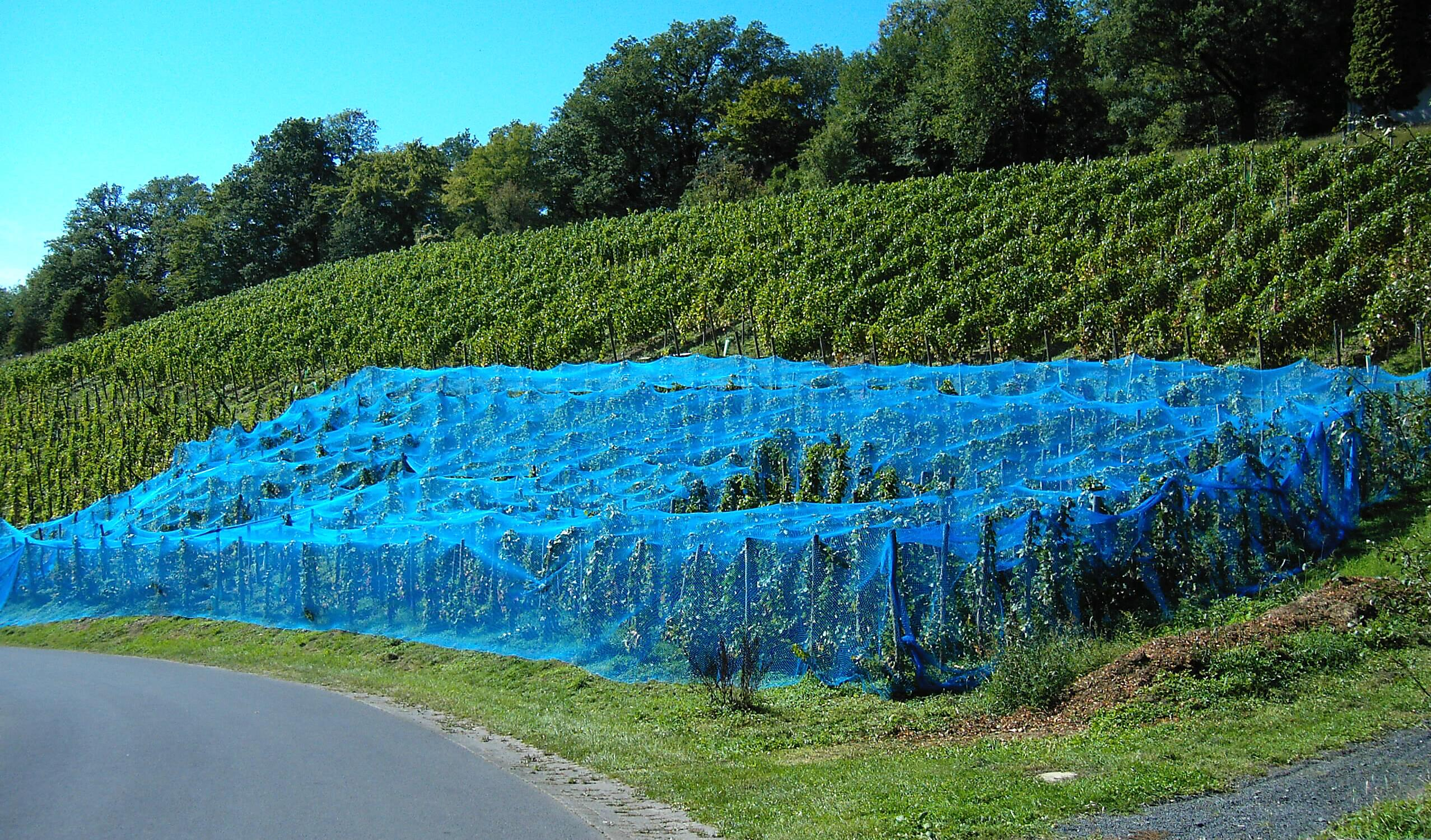
Weinbaulage Heisterberg

1939 erwarb die Provinzialverwaltung der Rheinprovinz das Weingut, um dort ein Erziehungsheim unterzubringen. Personal und Bewohner der Anstalt bewirtschafteten die Weinberge, bis 1953 der Landschaftsverband Rheinland neuer Eigentümer wurde. Während die Weinflächen der Winzerverein Oberdollendorf übernahm, wurde die Liegenschaft selbst zu einer Bildungsstätte des Landesjugendamtes (ab 1958 „Jugendhof Rheinland“) umgebaut. Der neuen Nutzung des Geländes mussten 1957 die Reste des bereits im Zweiten Weltkrieg schwer beschädigten Herrenhauses aus dem Ende des 19. Jahrhunderts weichen. Für den Jugendhof Rheinland entstanden auf dem Gelände moderne Funktionsbauten (benannt nach geographischen Bezeichnungen aus dem Siebengebirge, wobei das neue Hauptgebäude wieder den Namen Haus Heisterberg erhielt), 1967 übernahm er auch die Bewirtschaftung der Weinberge. In den 1970er-Jahren kam es zu einer Flurbereinigung, die jedoch nicht verhindern konnte, dass der Weinanbau aufgrund mangelnder Wirtschaftlichkeit 1983 eingestellt wurde. Beim Ersatzneubau der Bundesstraße 42 Anfang der 1980er-Jahre erhielt der Jugendhof eine von der Bergstraße ausgehende neue autogerechte Zufahrtsstraße, die die vormaligen Weinbergshänge zerteilte. 2002 wurde die Weinlage Heisterberg, Teil der Großlage Petersberg, wieder bestockt.
2004 wurde der Betrieb des Jugendhofs Rheinland eingestellt, der zuletzt defizitär war und als Tagungszentrum des Landschaftsverbands Rheinland mit 70 Betten und 14 Mitarbeitern diente. Er wurde zum Verkauf ausgeschrieben, entsprechende Verhandlungen blieben lange Zeit ohne Erfolg. Im Juni 2015 wurde zwischen dem Landschaftsverband Rheinland und der österreichischen Jufa Jugend & Familiengästehäuser Holding GmbH ein Erbbaurechtsvertrag abgeschlossen für eine Nutzung als Hotel und Gästehaus insbesondere für Jugend und Familien mit 62 Betten. Zunächst diente der ehemalige Jugendhof von Anfang November 2015 bis Ende August 2016 als Notunterkunft für Flüchtlinge. Im Februar 2017 begannen fünf Millionen Euro kostende Umbau- und Sanierungsarbeiten. Im September 2017 wurde das „Jufa-Hotel“ eröffnet.
Auf dem Gelände des vormaligen Jugendhofs stehen das Mausoleum, der Gartenpavillon, der Aussichtsturm von 1871, ein Wege- bzw. Votivkreuz aus dem Jahre 1825 sowie ein Denkmal (weibliche Barockfigur) aus dem 18. Jahrhundert als Baudenkmäler unter Denkmalschutz. Die Eintragung des Mausoleums in die Denkmalliste der Stadt Königswinter erfolgte am 13. Januar 1986, die von weiteren Bauwerken auf dem ehemaligen Jugendhof Rheinland am 4. Oktober 1989.